# St. Jakobus der Ältere (Karlsdorf)

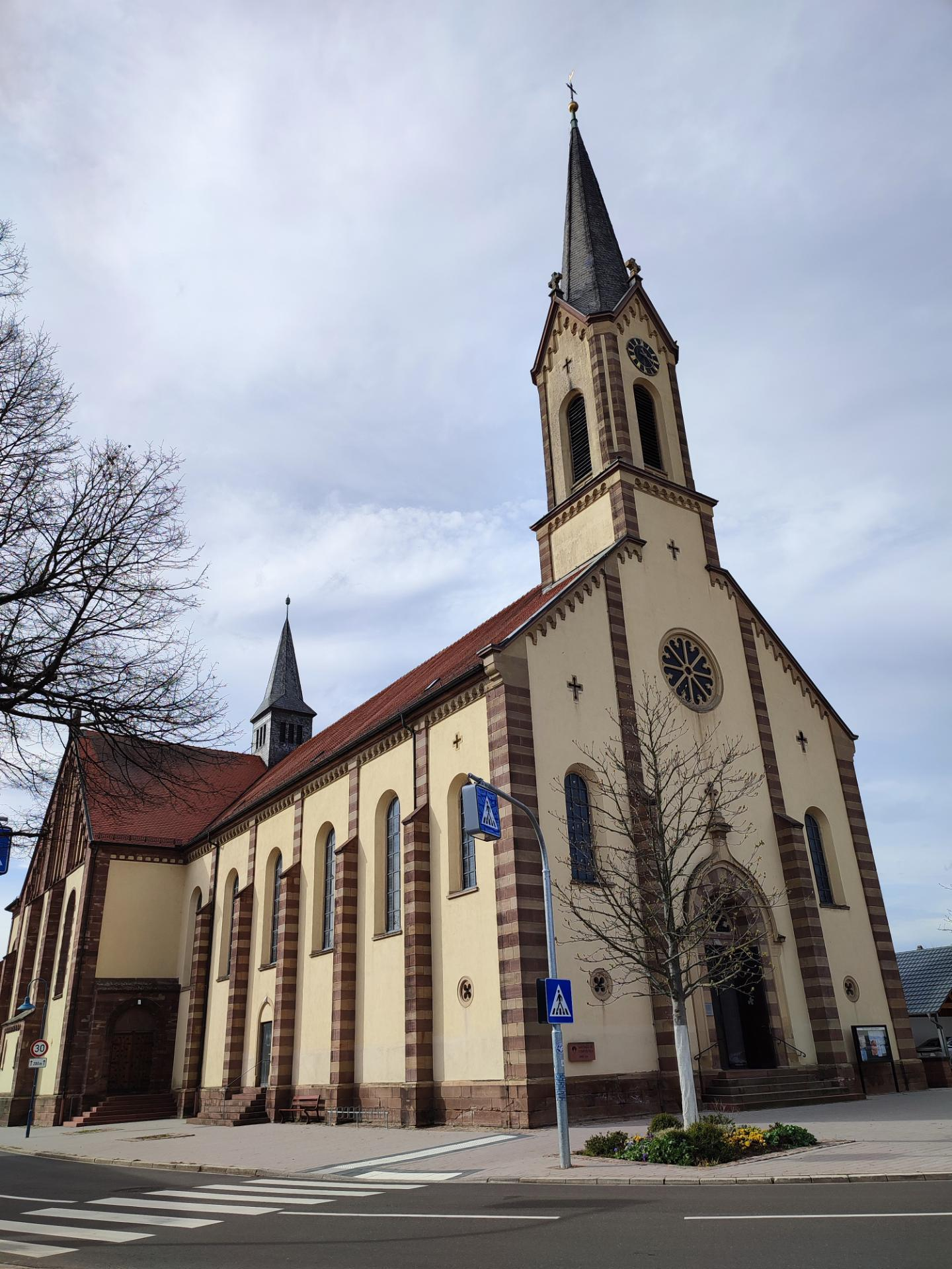
St. Jakobus der Ältere in Karlsdorf

Die römisch-katholische Pfarrkirche St. Jakobus der Ältere ist ein geschütztes Kulturdenkmal nach dem Denkmalschutzgesetz. Sie steht in Karlsdorf, einem Ortsteil der Gemeinde Karlsdorf-Neuthard im Landkreis Karlsruhe in Baden-Württemberg. Die Kirchengemeinde gehört zum Dekanat Bruchsal im Erzbistum Freiburg.

## Beschreibung
Die 1855 errichtete Saalkirche wurde 1911 nach Plänen von Johannes Schroth zu einer Kreuzkirche erweitert. Sie besteht aus einem Langhaus und einem eingezogenen, dreiseitig geschlossenen Chor im Westen, zwischen denen das Querschiff eingefügt wurde, und einer Fassade im Osten, in die der Kirchturm integriert ist, in dessen Glockenstuhl vier Kirchenglocken hängen. Die Wände des Langhauses werden durch Strebepfeiler gestützt. Über der Vierung erhebt sich ein quadratischer Dachreiter. 
Der im Jugendstil gestaltete Innenraum des Langhauses ist mit einer Kassettendecke überspannt.